# Kanton Cesson-Sévigné
Kanton Cesson-Sévigné (francouzsky Canton de Cesson-Sévigné) je francouzský kanton v departementu Ille-et-Vilaine v regionu Bretaň. Tvoří ho dvě obce.

## Obce kantonu
- Acigné
- Cesson-Sévigné